# Elodes cretica
Elodes cretica is een keversoort uit de familie moerasweekschilden (Scirtidae). De wetenschappelijke naam van de soort werd in 1973 gepubliceerd door Bernard Klausnitzer.